# Wachsleiche
Als Wachsleiche, manchmal auch Fettleiche, wird auf Grund ihrer natürlichen Konservierung durch Adipocire eine Leiche bezeichnet, die in einer nassen, kühlen Umgebung mit wenig Sauerstoff nicht verwest, wie es innerhalb der Ruhefrist zu erwarten wäre.
Von einer erdbestatteten Leiche ist unter normalen Bodenbedingungen nach zehn Jahren nur noch das Skelett übrig; bei Wachsleichen jedoch schreitet weder der Zersetzungsprozess noch die Verwesung voran.

## Abgrenzung
Bei einer Mumie unterbricht Wasserentzug den Verwesungsprozess, mithin ist die Trockenheit der Umgebung Ursache einer Mumifizierung.
Bei einer Wachsleiche führt die Bildung von Adipocire zu einer Verhärtung des Leichnams, die keine weiteren Verwesungsprozesse ermöglicht. Begünstigende Faktoren sind das Fehlen von Sauerstoff, eine tiefe Bodentemperatur und ein feucht-nasser Ort. Durch die Zersetzung von körpereigenen Fettsäuren in nicht abbaubare gesättigte Hydroxy- oder Oxifettsäuren werden die Weichteile der Leiche zu einer grauweißen, pastösen Masse. Nach frühestens drei bis sechs Monaten beginnt die Verhärtung zu einer kalkartigen, organischen Substanz. Auch Wasserleichen können betroffen sein. Noch wird erforscht, ob es trotz der hohen Beständigkeit der freien Fettsäuren gegenüber Bakterien möglich ist, den Prozess wieder in einen aktiven Verwesungsvorgang wandeln zu können.

### Normaler Verwesungsvorgang
Bei der Erdbestattung wird der verschlossene Sarg aus Holz in einer Tiefe von ca. 1,6 Metern im Grab gelagert. Üblicherweise lässt die Luft- und Wasserdurchlässigkeit des Bodens das Holz verfaulen und die Körpersubstanz verwesen. Nach zwölf Jahren kann der Körper zersetzt sein. Eine Zersetzung der Knochen ist komplexer. Je nach Lage der Grabstelle ist eine Ruhefrist von 20 bis 30 Jahren festgelegt. In dieser Zeit der Totenruhe wird angenommen, dass sich alle Spuren des Bestatteten zersetzt haben. Die Ruhefrist kann in landesrechtlichen Bestattungsgesetzen oder regional in der Friedhofssatzung festgesetzt sein.

### Störungsfaktoren, Auftreten von Wachsleichen
Fehlt der Zutritt von Sauerstoff, läuft der Verwesungsprozess nicht im üblichen Maße ab. Die Luftdurchlässigkeit lehmiger und toniger Böden ist hierfür oft ungenügend. Bei hohem Grundwasserstand kann die Durchlüftung in bestimmten Bereichen eines Friedhofs behindert sein. Unterbleibt der Zugang von Luftsauerstoff, bilden sich die Hautfette zu Adipocire um, welches sich im Gewebe einlagert. Diese weiße, krümelige Substanz lagert sich auch auf der Haut ab und härtet schließlich aus. Sind diese Erhaltungsbedingungen für organisches Material erfüllt, zeigen Wachsleichen selbst nach Jahrzehnten kaum Verfallserscheinungen, selbst individuelle Gesichtszüge bleiben erhalten.
In geringerem Maße kann die Verwesung auch durch andere Umstände behindert sein. Dazu zählen etwa Antibiotika oder zellschädigende Stoffe (wie bei Chemotherapie gegen Krebserkrankungen). Seltener kommt es vor, dass der Boden so stark durch Schwermetalle, insbesondere Blei, belastet ist, dass zu wenig Bodenorganismen für einen ausreichenden Zersetzungsprozess vorhanden sind. Auch Kunstfaserkleidung und nicht umweltgerechte Särge könnten die bakterielle Zersetzung behindern.
Ein durch Adipocire konservierter Leichnam ist auf natürliche Weise erhalten und wirkt äußerlich, als sei er relativ frisch verstorben. Um die Totenruhe nicht zu beeinträchtigen, dürfen diese Leichen, die auf einem Viertel von 1.000 in Norddeutschland befragten Friedhöfe vorhanden waren, in der Regel nicht ohne Weiteres umgebettet werden.
Im Süden Deutschlands treten aufgrund des geringeren Anteils an Feuerbestattungen in katholischen Landstrichen noch häufiger Wachsleichen auf.

## Problem und Lösungsansätze
- Es sind Leichen exhumiert worden, die selbst nach 45 Jahren kaum Verfallserscheinungen zeigten. Die Gesichtszüge des Toten können so über Jahrzehnte erhalten bleiben. Für die Friedhöfe besteht die Problematik, wie mit den gefundenen Körpern pietätvoll umzugehen ist. Die begrenzte Kapazität an Grabstellen in Mitteleuropa zwingt die Verwaltungen zur Neubelegung nach Ablauf der Ruhefristen. In den gesetzlichen Vorschriften wird davon ausgegangen, dass die „sterbliche Hülle des Bestatteten“ danach nicht mehr vorliegt.
- Bei der Feststellung einer Wachsleiche muss die Schutzschicht aus Fettwachs zerstört werden, damit die Verwesung in gewünschter Form wieder abläuft.[4]
- Vorbeugend kann in den betroffenen Bereichen der Friedhöfe eine Drainage mit Rohren überschüssiges Wasser ableiten. Oft besteht der hohe Grundwasserstand nur vorübergehend bei besonderen Wetterlagen, trotzdem wird dabei die Bildung der Leichenlipide eingeleitet. Bodenkundliche Analysen haben ergeben, dass die Bestattung der Särge in einer Sandschicht maßgeblich zur besseren Durchlüftung beiträgt sowie die Gefahr von sich stauender Nässe verringert.[1][3]
- Mit Bestattungen in betonierten Grabkammern soll der Abschluss von Sauerstoff durch Wasserbedeckung verhindert werden, sodass die Verwesung ablaufen kann. Eine definierte Luftfeuchtigkeit muss allerdings vorliegen. Solche Grabkammersysteme können wiederverwendbar sein, sind aber teurer als eine einfache Erdbestattung.
- Wo die Verwesung nicht in ausreichender Form abläuft, kann auch durch das Aufschütten von Erde ein neues Gräberfeld geschaffen werden, bei dem die neuen Bestattungen oberhalb der früheren zu liegen kommen. Idealerweise entstehen in dem aufgeschütteten Bereich zudem bessere Verwesungsbedingungen, sodass das Problem nicht mehr auftritt. Alternativ bietet sich die Verwendung des nicht aufgeschütteten Gräberfeldes für Feuerbestattungen an. Da Urnen in geringerer Tiefe bestattet werden, bleiben zudem die früheren Bestattungen unberührt. Durch den zunehmenden Trend zur Feuerbestattung in Deutschland wird diese Lösung begünstigt.